# Persicaria setosula
Persicaria setosula är en slideväxtart som först beskrevs av Achille Richard, och fick sitt nu gällande namn av Karen Louise Wilson. Persicaria setosula ingår i släktet pilörter, och familjen slideväxter. Inga underarter finns listade i Catalogue of Life.